# Saint-Martin-d'Arrossa
Saint-Martin-d'Arrossa è un comune francese di 470 abitanti situato nel dipartimento dei Pirenei Atlantici nella regione della Nuova Aquitania. Il suo territorio è bagnato dal fiume Nive.

## Società

### Evoluzione demografica
Abitanti censiti